# Parafia św. Jakuba Mniejszego Apostoła w Dąbrówce Nowej
Parafia św. Jakuba Mniejszego Apostoła w Dąbrówce Nowej – rzymskokatolicka parafia w dekanacie Osowa Góra diecezji bydgoskiej. Została utworzona w 1428 roku. Od 9 czerwca 2024 urząd proboszcza pełni ks. dr Szymon Gołota. 

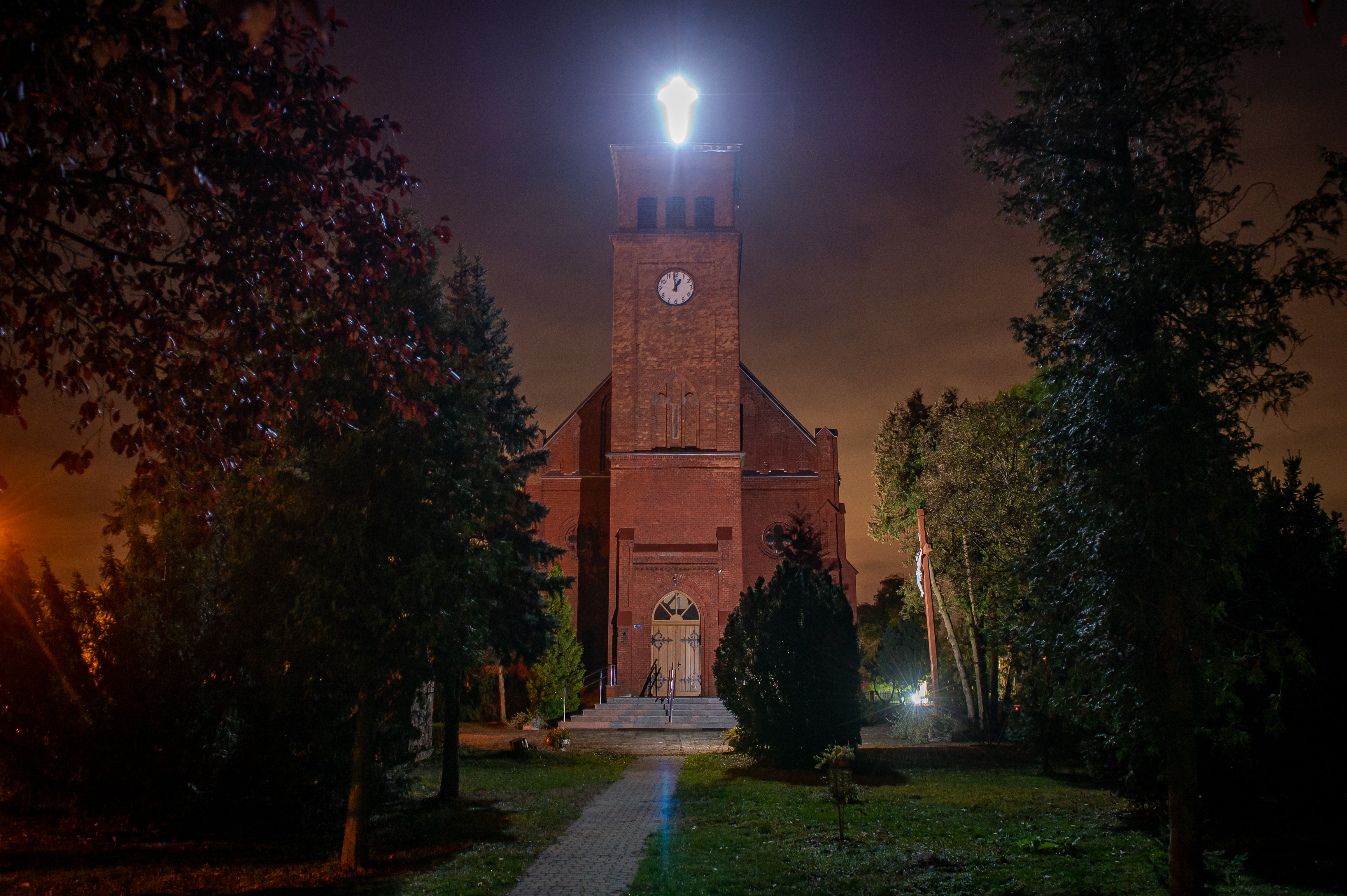
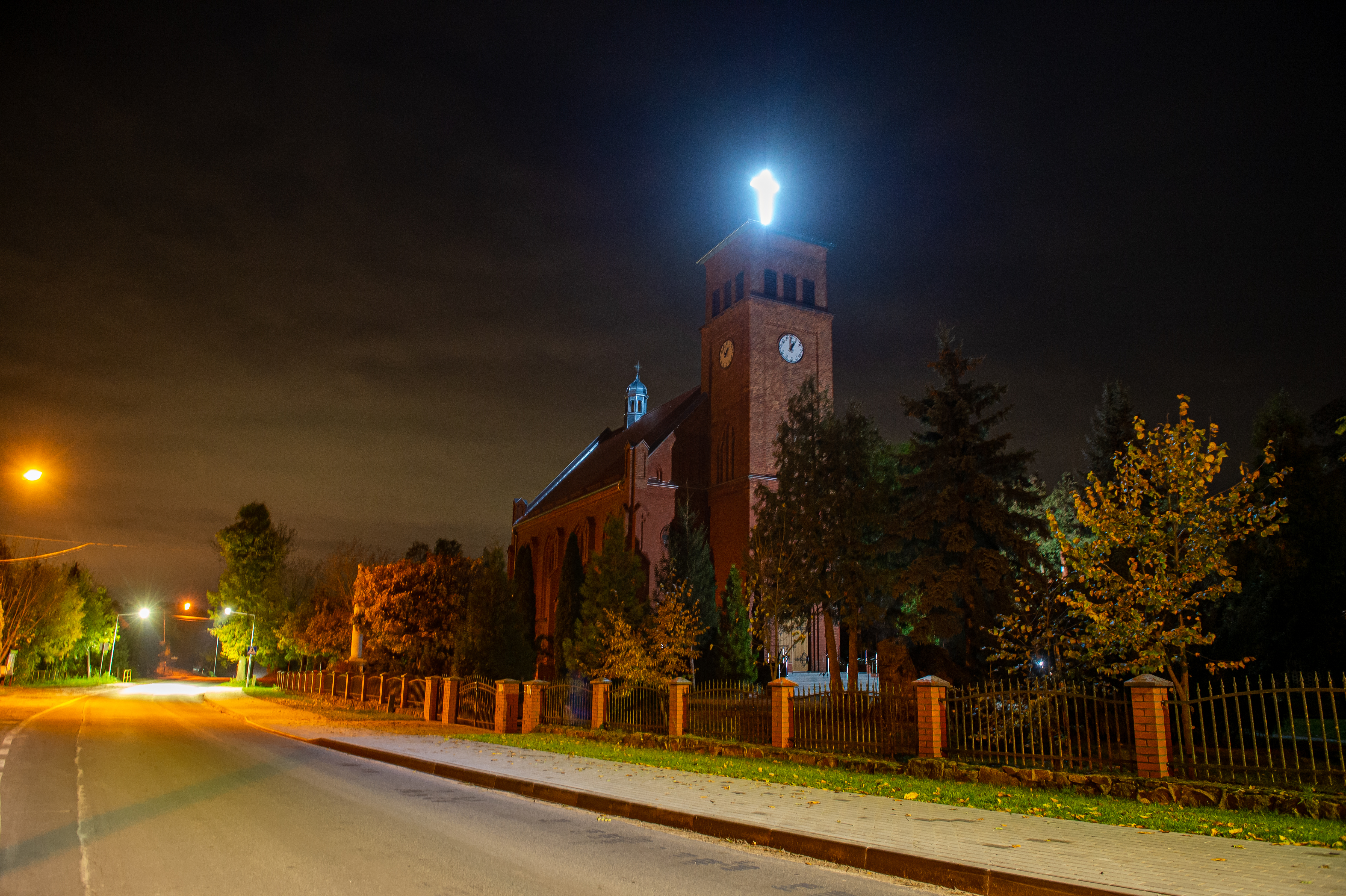
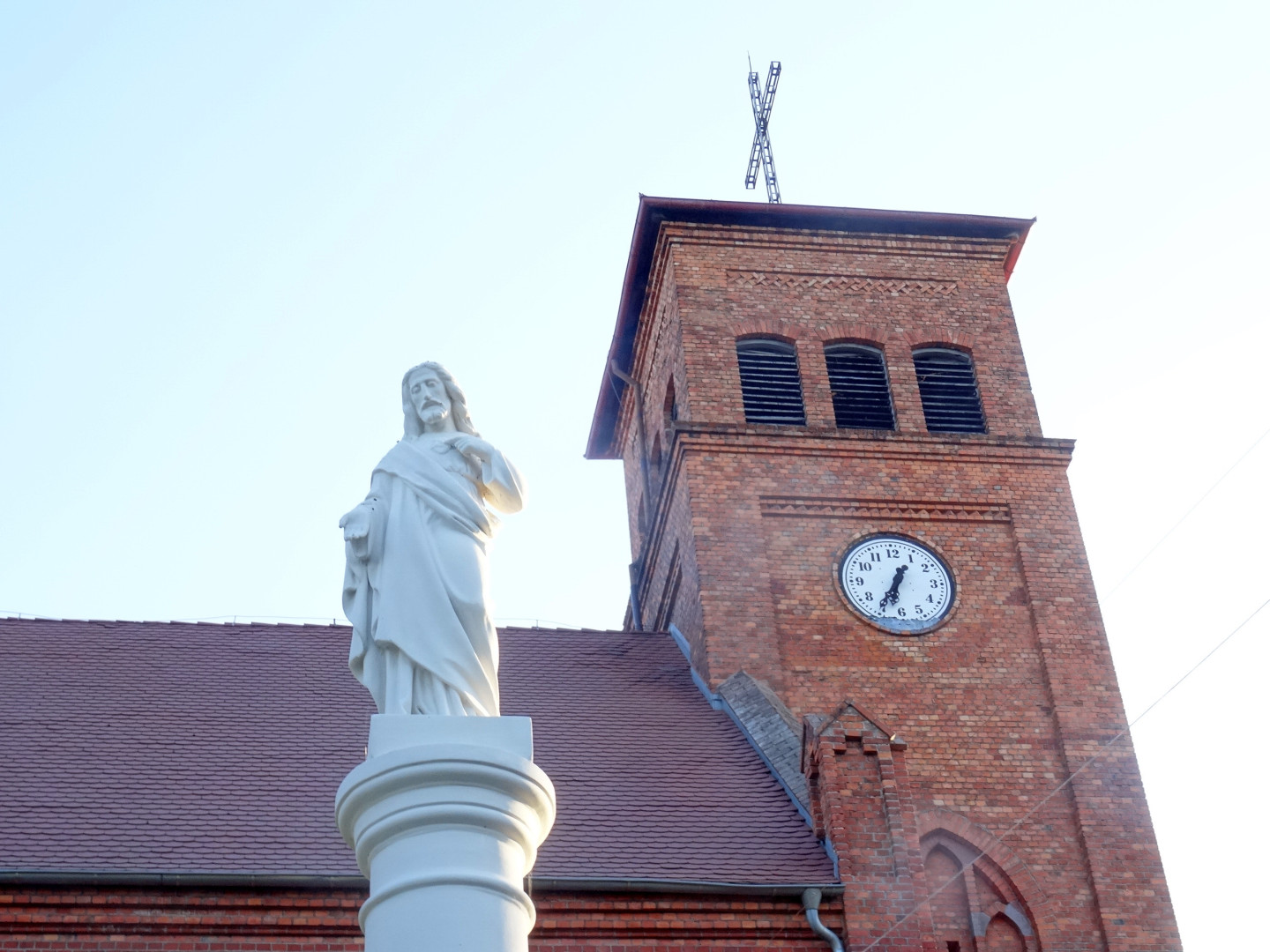

## Zasięg parafii
Do parafii należą wierni z miejscowości w gminie Sicienko: Dąbrówka Nowa, Dąbrówczyn, Mochle, Osówiec, Trzciniec i Wojnowo.